# Fernando Morena
Fernando Morena Belora (Montevidéu, 2 de fevereiro de 1952) é um ex-treinador e futebolista uruguaio que atuava como atacante.
Ele é considerado uma das maiores estrelas do Peñarol e do futebol uruguaio. Morena também é um dos maiores goleadores de todos os tempos, marcando, ao todo, 668 gols em sua carreira.

## Carreira
Morena fez parte do elenco da Seleção Uruguaia de Futebol, na Copa do Mundo de  1974. 

## Recordes
- Maior goleador da história do Campeonato Uruguaio, com 230 gols.
- Jogador uruguaio que mais vezes marcou em uma única partida oficial. Morena fez sete gols contra o Huracán Buceo, e só não marcou o oitavo porque perdeu um pênalti.[2]
- Maior goleador de uma edição de Campeonato Uruguaio, com 36 gols, em 1978.
- Jogador uruguaio com mais artilharias em edições da Copa Libertadores da América, em 1974, 1975 e 1982.
- Segundo maior goleador da história da Copa Libertadores da América, com 37 tentos em 77 partidas.
- Oitavo maior goleador da Seleção Uruguaia, com 22 gols.[3]
- Maior goleador do Peñarol em clássicos contra o Nacional (Nacional vs. Peñarol), com 27 gols.
- Quarto maior jogador da história do futebol em porcentagem de gols, com um aproveitamento de 0,85 tentos por partida ao longo de sua carreira.

## Títulos
Peñarol
- Copa Intercontinental: 1982
- Copa Libertadores da América: 1982
- Campeonato Uruguaio: 1973, 1974, 1975, 1978, 1979, 1981, 1982, 1985
- Liguilla Pré-Libertadores da América: 1974, 1975, 1977, 1978, 1985
- Copa Mohamed V: 1974
- Torneio da Costa do Sol: 1975

Valencia
- Supercopa da UEFA: 1980

Flamengo
- Campeonato Brasileiro: 1983
- Taça Rio: 1983

Seleção Uruguaia
- Copa de Ouro dos Campeões Mundiais: 1980
- Copa América: 1983

### Artilharias
- Campeonato Uruguaio de 1973 (23 gols)
- Campeonato Uruguaio de 1974 (27 gols)
- Copa Libertadores da América de 1974 (7 gols)
- Liguilla Pré-Libertadores da América de 1974 (9 gols)
- Campeonato Uruguaio de 1975 (34 gols)
- Copa Libertadores da América de 1975 (8 gols)
- Liguilla Pré-Libertadores da América de 1975 (9 gols)
- Campeonato Uruguaio de 1976 (18 gols)
- Liguilla Pré-Libertadores da América de 1976 (12 gols)
- Campeonato Uruguaio de 1977 (19 gols)
- Liguilla Pré-Libertadores da América de 1977 (4 gols)
- Campeonato Uruguaio de 1978 (36 gols)
- Campeonato Uruguaio de 1982 (17 gols)
- Copa Libertadores da América de 1982 (7 gols)